# Shelden Williams
Shelden DeMar Williams (Oklahoma City, 21 ottobre 1983) è un ex cestista e allenatore di pallacanestro statunitense, professionista nella NBA e in Francia.
È stato sposato dal 2008 al 2016 con la giocatrice WNBA Candace Parker, da cui ha avuto una figlia, Lailaa Nicole Williams.

## Carriera
È stato selezionato dagli Atlanta Hawks al primo giro del Draft NBA 2006 (5ª scelta assoluta).
Con gli Stati Uniti ha disputato le Universiadi di Smirne 2005.

## Statistiche

### College
| Anno      | Squadra          | PG  | PT  | MP   | TC%  | 3P%  | TL%  | RP   | AP  | PRP | SP  | PP   |
| --------- | ---------------- | --- | --- | ---- | ---- | ---- | ---- | ---- | --- | --- | --- | ---- |
| 2002-2003 | Duke Blue Devils | 33  | 23  | 19,2 | 51,6 | 0,0  | 64,5 | 5,9  | 0,5 | 0,7 | 1,6 | 8,2  |
| 2003-2004 | Duke Blue Devils | 37  | 36  | 26,0 | 58,6 | 40,0 | 69,0 | 8,5  | 0,9 | 1,0 | 3,0 | 12,6 |
| 2004-2005 | Duke Blue Devils | 33  | 33  | 33,6 | 58,2 | -    | 66,2 | 11,2 | 0,9 | 1,3 | 3,7 | 15,5 |
| 2005-2006 | Duke Blue Devils | 36  | 36  | 33,3 | 57,8 | 33,3 | 74,4 | 10,7 | 1,1 | 1,7 | 3,8 | 18,8 |
| Carriera  | Carriera         | 139 | 128 | 28,1 | 57,2 | 33,3 | 69,4 | 9,1  | 0,9 | 1,2 | 3,0 | 13,9 |

### NBA

#### Regular Season
| Anno      | Squadra            | PG  | PT  | MP   | TC%  | 3P%  | TL%  | RP  | AP  | PRP | SP  | PP  |
| --------- | ------------------ | --- | --- | ---- | ---- | ---- | ---- | --- | --- | --- | --- | --- |
| 2006-2007 | Atlanta Hawks      | 81  | 31  | 18,7 | 45,5 | 50,0 | 76,4 | 5,4 | 0,5 | 0,6 | 0,5 | 5,5 |
| 2007-2008 | Atlanta Hawks      | 36  | 0   | 11,5 | 37,0 | 0,0  | 68,6 | 3,0 | 0,3 | 0,4 | 0,3 | 3,0 |
| 2007-2008 | Sacramento Kings   | 28  | 0   | 12,9 | 49,1 | 0,0  | 66,7 | 3,5 | 0,3 | 0,3 | 0,4 | 5,2 |
| 2008-2009 | Sacramento Kings   | 30  | 0   | 10,2 | 44,9 | 0,0  | 76,2 | 2,6 | 0,3 | 0,4 | 0,3 | 3,7 |
| 2008-2009 | Minnesota T'wolves | 15  | 0   | 13,8 | 44,1 | -    | 66,7 | 5,0 | 0,3 | 0,7 | 0,5 | 4,9 |
| 2009-2010 | Boston Celtics     | 54  | 0   | 11,1 | 52,1 | 0,0  | 76,5 | 2,7 | 0,4 | 0,2 | 0,4 | 3,7 |
| 2010-2011 | Denver Nuggets     | 42  | 32  | 17,0 | 45,3 | -    | 73,9 | 5,3 | 0,5 | 0,4 | 0,5 | 4,7 |
| 2010-2011 | N.Y. Knicks        | 17  | 6   | 11,6 | 53,8 | -    | 82,8 | 2,9 | 0,8 | 0,3 | 0,2 | 3,9 |
| 2011-2012 | N.J. Nets          | 58  | 35  | 22,0 | 47,8 | -    | 73,1 | 6,0 | 0,6 | 0,8 | 0,7 | 4,6 |
| Carriera  | Carriera           | 361 | 104 | 15,5 | 46,2 | 22,2 | 74,0 | 4,3 | 0,5 | 0,5 | 0,5 | 4,5 |

#### Playoffs
| Anno     | Squadra        | PG | PT | MP  | TC%  | 3P% | TL%  | RP  | AP  | PRP | SP  | PP  |
| -------- | -------------- | -- | -- | --- | ---- | --- | ---- | --- | --- | --- | --- | --- |
| 2010     | Boston Celtics | 8  | 0  | 7,1 | 44,4 | -   | 83,3 | 1,6 | 0,0 | 0,1 | 0,0 | 1,6 |
| Carriera | Carriera       | 8  | 0  | 7,1 | 44,4 | -   | 83,3 | 1,6 | 0,0 | 0,1 | 0,0 | 1,6 |

## Palmarès
- NCAA AP All-America First Team (2006)
- NCAA AP All-America Third Team (2005)